# Вострокса
Вострокса — река в России, протекает в Междуреченском районе Вологодской области. Устье реки находится в 30 км по левому берегу реки Шингарь. Длина реки составляет 13 км.
Исток реки находится в урочище (бывшей деревне) Медведево. Река течёт преимущественно на юг мимо урочища Гарь, деревни Сальково, села Иваньково, деревни Екимкво, села Егорье и деревни Плюснино.

## Данные водного реестра
По данным государственного водного реестра России относится к Верхневолжскому бассейновому округу, водохозяйственный участок реки — Кострома от истока до водомерного поста у деревни Исады, речной подбассейн реки — Волга ниже Рыбинского водохранилища до впадения Оки. Речной бассейн реки — (Верхняя) Волга до Куйбышевского водохранилища (без бассейна Оки).
Код объекта в государственном водном реестре — 08010300112110000012083.